# Syrenia
Syrenia là chi thực vật có hoa trong họ Cải.